# Microsorum congregatifolium
Microsorum congregatifolium är en stensöteväxtart som först beskrevs av Cornelis Rugier Willem Karel van Alderwerelt van Rosenburgh, och fick sitt nu gällande namn av Holtt. Microsorum congregatifolium ingår i släktet Microsorum och familjen Polypodiaceae. Inga underarter finns listade.